# Quentins
Quentins és una novel·la de l'any 2002, de l'escriptora irlandesa Maeve Binchy.

## Sinopsi
La novel·la versa sobre la clientela que freqüenta el nou restaurant de moda dublinès, Quentin's. La protagonista principal, Ella Brady és una jove professora de ciències que s'enamora de Don Richardson, un home casat però que l'enganya dient que vol acabar amb el seu matrimoni. Aquest, però, és un estafador que deixa sense els estalvis a la seva família i a Ella i fuig del país. Així, Ella abandona el seu treball de professora per anar a treballar al restaurant Quentin's més de 60 hores setmanals. Uns amics d'Ella volen fer un film documental sobre el restaurant i la trama de l'obra es concentra en els esforços que fa Ella per a finançar aquest projecte. En aquesta feina de cercar finançament pel documental, Ella coneixerà a un nou home, en Derry Rei, un empresari nord-americà.
A la novel·la també hi ha petites trames que exploren la història i personalitat d'altres protagonistes: els propietaris del restaurant i alguns dels habituals, així com en la història del local.

## Temes majors
La novel·la explora els temes de l'amor, la família, la lleialtat i els beneficis del treball dur i honest.
Maeve Binchy recorra als seus temes estàndards dels amants fracassats, la inseguretat financera i els petits negocis.

## Caràcters recurrents
L'autora aprofita personatges d'altres obres seves que són recurrents:
- Nora O'Donoghue i Aidan Dunne, de la novel·la Evening Class.
- Brenda i Patrick Brennan, de la mateixa novel·la.
- Tom Teather i Cathy Scarlet; Maud i Simon MItchell, de la novel·la Scarlet Feather.
- Ria Lynch, de la novel·la Tara Road.